# Fredegunda
Fredegunda ist eine Barock-Oper von Reinhard Keiser in drei Akten auf ein Libretto von Johann Ulrich König. Das Textbuch basiert auf der deutschen Bearbeitung eines italienischen Originals, der Fredegonda von Francesco Silvani / Musik Francesco Gasparini (Venedig 1705).
Silvanis/Gasparinis Fredegonda war 1712 u. a. auch in Braunschweig aufgeführt worden. Diese Version wurde dann die Grundlage für die Hamburger Bearbeitung. Entsprechend der gängigen Praxis an der Hamburger Oper wurden einige Arien im italienischen Original belassen.

## Handlung
Die Oper handelt von den Intrigen der historisch verbürgten Figur Fredegunde, der Mätresse und späteren Gemahlin des merowingischen Königs Chilperich I.
König Chilperich von Frankreich erwartet die Ankunft seiner Braut, der spanischen Prinzessin Galsuinde. Die Zauberin Fredegunda, seine Geliebte, macht ihm Vorwürfe, denen der König mit dem Hinweis begegnet, die Ehe mit Galsuinde diene politischen Zwecken. Damit gibt sich Fredegunda nicht zufrieden. Als Chilperich und Fredegunda sich umarmen, erscheinen Galsuinde und deren Bruder Hermenegild. Chilperich verlässt mit Fredegunda den Raum und begeht damit einen Affront gegen die künftige Braut. Sigibert, der Bruder Chilperichs, der die Szene beobachtet hat, bietet Galsuinde an, ihn zu heiraten, er werde dann Chilperich beseitigen. Galsuinde lehnt dies empört ab.
Fredegunda und ihr heimlicher Geliebter Landerich beobachten Bazina, die Tochter Chilperichs, mit ihrem Geliebten Hermenegild. Um die beiden zu entzweien, schildern Fredegunda und Landerich Chilperichs Affront gegen Galsuinde. Hermenegild verstößt daraufhin Bazina, weil sie Chilperichs Tochter ist. Fredegunda drängt nun Bazina, ihre Liebe zu Hermenegild aufzugeben, da dieser sie soeben verstoßen habe. Galsuinde zeigt sich von der Situation mit ihrem Verlobten Chilperich überfordert, zumal Sigibert weiter um sie wirbt. Bazina versucht, Galsuinde Hoffnung zu machen, Chilperich doch noch für sich zu gewinnen, als Hermenegild erscheint und Galsuinde über das Liebesverhältnis zwischen Fredegunda und Chilperich aufklärt. Galsuinde erklärt ihrem Bruder, sie wolle mit anderen Mitteln als roher Gewalt für ihr Recht kämpfen.
Fredegunda hat den Wunsch, den Thron und die Macht zu erobern. Mit ihren Verführungskünsten zieht sie Chilperich erneut in ihren Bann. Im Liebesrausch vermeint Chilperich, Galsuinde und Sigibert in einer kompromittierenden Situation zu sehen. Fredegunda behauptet, der Hof rede schon ganz offen vom Verhältnis der beiden.
Als Galsuinde vor den König tritt, um sich Recht zu verschaffen, entlädt sich Chilperichs Zorn über Galsuinde. Hermenegild eilt ihr zu Hilfe, wird aber von Landerich, der trotz seines Verhältnisses mit Fredegunda loyal zum König steht, überwunden und verschleppt. Chilperich ruft Galsuinde zur Königin aus, Galsuinde ist verzweifelt.
Bazina hofft, bei Fredegunda die Freilassung Hermenegilds zu erreichen, erreicht aber nur die Verschärfung von dessen Haft. Chilperich erscheint mit Galsuinde und Sigibert, um die Hochzeitszeremonie zu beginnen. Fredegunda glaubt sich am Ziel ihrer Wünsche. Galsuinde versucht Chilperich umzustimmen, der zwingt sie aber, Fredegunda wie eine Magd zu bedienen. Sigibert verliert bei dieser erneuten Demütigung Galsuindes die Kontrolle und geht gegen Chilperich vor. Wieder wird er durch Landerich überwältigt. Über den Tumult vergisst Chilperich die Unterzeichnung des Ehevertrages, Fredegunda ist verärgert. Galsuinde macht Fredegunda deutlich, dass noch nichts gewonnen sei, solange der Vertrag nicht unterschrieben ist. Fredegunda will von Landerich nichts mehr wissen, jetzt, wo sie kurz davor steht, Königin zu werden. Durch die Schilderung seiner Liebesqualen wird Fredegunda umgestimmt. Gerade noch kann sie verhindern, dass der überraschend eintretende Chilperich von ihrem Verhältnis zu Landerich erfährt.
Galsuinde und Bazina sind auf der Suche nach Sigibert und Hermenegild. Bazina versucht sich Hermenegild zu nähern, doch der empfindet es immer noch als unehrenhaft, die Tochter Chilperichs zu lieben. Galsuinde und Sigibert gestehen sich ihre Liebe, glauben aber unter den gegebenen Umständen nicht an eine Erfüllung. Fredegunda wartet sehnsüchtig auf Landerich. Es nähert sich jedoch Chilperich, den sie versehentlich mit dem Namen Landerich anspricht. Chilperich bekommt einen Wutanfall. Als Landerich endlich eintrifft, versucht sie ihn zum Mord an Chilperich zu bewegen. Fredegunda erfährt, dass Landerich Sigibert auf den Thron setzen wird, sobald Chilperich beseitigt ist. Sie zweifelt daran, jemals Königin zu werden. Hermenegild und Sigibert, die von Landerich aus dem Gefängnis befreit wurden, wollen Chilperich stürzen. Doch Bazina und Galsuinde setzen alles daran, die beiden von ihrem Vorhaben abzubringen. Landerich stärkt Sigibert mit dem Argument, nur der Tod Chilperichs könne auf Dauer Sicherheit für alle bringen. Chilperich hat sich zurückgezogen. Die Flucht, zu der ihm Bazina rät, schlägt er aus. Sigibert und Hermenegild stürmen auf Chilperich ein, werden aber von Galsuinde in ihren Mordplänen gestoppt. Ein zweiter Anschlag wird wiederum durch Galsuinde und Bazina vereitelt, die schließlich Sigiberts und Hermenegilds Widerstand brechen. Galsuinde nimmt nun ihren rechtmäßigen Platz an der Seite König Chilperichs ein. Der Frieden wird besiegelt.
Fredegundas Hokuspokus und ihre Zauberei scheitern am Ende an der aufrichtigen Liebe Galsuindes. Chilperich muss erkennen, dass er von Fredegunda getäuscht worden ist und dass er Galsuinde zu Unrecht verstoßen hat. Fredegunda ersticht sich, nachdem der Aufstand, den sie mit ihrem heimlichen Geliebten Landerich angezettelt hat, gescheitert ist.

## Aufführungsgeschichte
An der Hamburger Gänsemarktoper war das Werk eines der erfolgreichsten und langlebigsten. Nach der Uraufführung 1715 hielt es sich sechs Spielzeiten lang im Hamburger Repertoire.
Wiederaufführungen gab es in den Jahren 1721, 1723, 1725, 1731, 1733 und 1734.
In neuerer Zeit wurde die Oper nach fast 300 Jahren am 8. Februar 2007 an der Bayerischen Theaterakademie im Prinzregententheater wieder aufgeführt. Tilman Knabe inszenierte eine umstrittene Bühnendarbietung mit viel Sex und Crime. Die musikalische Leitung der Neuen Hofkapelle München hatte Christoph Hammer. Die Besetzung war:
- Fredegunda:    Dora Pavlíková, Maria Erlacher (Sopran)
- Galsuinde:     Bianca Koch, Sonja Leutwyler (Sopran)
- Bazina:        Katja Stuber, Johanna-Maria Zeitler (Sopran)
- Chilperich:    Tomi Wendt, Johannes Wimmer (Bariton)
- Sigibert:      Michael Kranebitter, Christian Eberl (Bass)
- Hermenegild:   Tomo Matsubara, Julian Prégardien (Tenor)
- Landerich:     Tobias Haaks, Sebastian Schmid (Bariton)